# Cano de San Isidro
Cano de San Isidro är en ort i Mexiko.   Den ligger i kommunen Tierra Blanca och delstaten Guanajuato, i den centrala delen av landet, 210 km nordväst om huvudstaden Mexico City. Cano de San Isidro ligger 1 838 meter över havet och antalet invånare är 968.
Terrängen runt Cano de San Isidro är huvudsakligen kuperad, men västerut är den platt. Cano de San Isidro ligger nere i en dal. Runt Cano de San Isidro är det ganska glesbefolkat, med 34 invånare per kvadratkilometer. Närmaste större samhälle är San José Iturbide, 18,5 km väster om Cano de San Isidro. Trakten runt Cano de San Isidro består i huvudsak av gräsmarker.